# 빅토르 페르난데스
빅토르 페르난데스 브라울리오(스페인어: Víctor Fernández Braulio, 1960년 11월 28일, 아라곤 지방 사라고사 ~)는 스페인의 축구 감독이다.

## 감독 경력
페르난데스는 아라곤 지방 사라고사 출신이다. 1990-91 시즌 말, 불과 30세의 나이로, 그는 사라고사 1군의 지휘봉을 잡았는데, 결국 사라고사는 리그를 17위로 마감해 무르시아와의 강등 플레이오프전 끝에 라 리가 잔류에 성공하였다. 지휘봉을 처음 잡았을 때, 그는 샤비에르 아스카르고르타에 이어 두 번째로 스페인 리그 역대 최연소 감독이었다.
이후, 페르난데스는 사라고사의 1부 리그 입지를 확고이 다졌는데, 이 과정에서 공격수였던 구스타보 포예트를 공격형 미드필더로 전향하였고, 1993-94 시즌에 코파 델 레이를 우승하고 이듬해에는 UEFA 컵위너스컵 정상에 올랐다. 1996년 11월 8일, 그는 해고 통지서를 받았는데, 테네리페에서도 이듬해에 경질 통보를 받았다.
1990년대 말에서 2000년대 초의 4년에 걸쳐, 페르난데스는 셀타 비고를 맡았는데, 임기 내에 관심을 많이 끌어모으는 축구로 갈리시아 연고 구단을 3차례 UEFA컵 본선에 올렸다. 2002년부터 2004년까지, 그는 또다른 1부 리그 팀인 베티스를 이끌었는데, 2년 동안 리그에서 거둔 성적은 각각 8위와 9위였다.
2004년 8월, 페르난데스는 해외로 둥지를 옮겨 포르투갈의 포르투 감독이 되었다. 그는 포르투 임기를 인터콘티넨털컵 우승으로 시작했지만, 이듬해 1월에 브라가와의 안방 경기에서 1-3으로 패하면서 즉시 해임되었다.
페르난데스는 2006-07 시즌을 앞두고 감독일을 시작했던 친정 사라고사에 복귀하여, 1년차에 UEFA컵 진출에 성공했지만, 2년차 중도에 경질되었고, 사라고사는 그 시즌을 강등으로 끝냈다. 이후 그는 2010년 1월 말에 해고된 안토니오 타피아의 바통을 이어받아 베티스의 감독이 되었다. 녹백 군단 감독은 취임 당시 선두를 달렸지만, 결국 시즌 종료 후 3위를 차지한 구단과 승점에서 동률을 이루어 세군다 디비시온에서 승격을 이룩하지 못했다.
2013년 1월 9일, 페르난데스는 또 한 번 해외로 발을 돌렸는데, 그는 벨기에의 헨트와 계약하였다. 그러나, 2013년 9월 30일, 그는 성적 부진으로 해임되었다.
2014년 7월 10일, 페르난데스는 페르난도 바스케스에 이어 데포르티보의 새 감독이 되었다. 이듬해 4월 9일, 그는 해임되었고, 데포르티보는 간신히 강등을 면했다.
2015년 여름, 페르난데스는 레알 마드리드 유소년부 기획자로 내정되었다. 그는 2017년에 산티아고 베르나베우를 떠났는데, 경질된 루카스 알카라스를 대신해 사라고사에 3번째로 지휘봉을 잡았다.

## 감독 통계
2020년 8월 18일 기준
| 구단       | 국적     | 취임             | 해임             | 기록 | 기록 | 기록 | 기록 | 기록 | 기록 | 기록 | 기록   | 주     |
| 구단       | 국적     | 취임             | 해임             | 전   | 승   | 무   | 패   | 득   | 실   | 차   | 율 %   | 주     |
| ---------- | -------- | ---------------- | ---------------- | ---- | ---- | ---- | ---- | ---- | ---- | ---- | ------ | ------ |
| 사라고사 B | 스페인   | 1990년 7월 1일   | 1991년 3월 4일   | 26   | 12   | 5    | 9    | 41   | 28   | +13  | 046.15 | [ 24 ] |
| 사라고사   | 스페인   | 1991년 3월 4일   | 1996년 11월 8일  | 279  | 112  | 72   | 95   | 391  | 345  | +46  | 040.14 | [ 25 ] |
| 테네리페   | 스페인   | 1997년 7월 1일   | 1997년 11월 10일 | 12   | 3    | 3    | 6    | 15   | 24   | −9   | 025.00 | [ 26 ] |
| 셀타 비고  | 스페인   | 1998년 5월 30일  | 2002년 5월 18일  | 207  | 93   | 54   | 60   | 330  | 236  | +94  | 044.93 | [ 27 ] |
| 베티스     | 스페인   | 2002년 5월 18일  | 2004년 6월 30일  | 90   | 36   | 27   | 27   | 129  | 109  | +20  | 040.00 | [ 28 ] |
| 포르투     | 포르투갈 | 2004년 8월 11일  | 2005년 1월 31일  | 29   | 12   | 10   | 7    | 31   | 23   | +8   | 041.38 |        |
| 사라고사   | 스페인   | 2006년 6월 6일   | 2008년 1월 14일  | 68   | 26   | 21   | 21   | 98   | 84   | +14  | 038.24 | [ 29 ] |
| 베티스     | 스페인   | 2010년 1월 26일  | 2010년 7월 12일  | 21   | 11   | 8    | 2    | 32   | 15   | +17  | 052.38 | [ 30 ] |
| 헨트       | 벨기에   | 2013년 1월 9일   | 2013년 9월 30일  | 29   | 14   | 9    | 6    | 41   | 32   | +9   | 048.28 |        |
| 데포르티보 | 스페인   | 2014년 6월 10일  | 2015년 4월 9일   | 32   | 6    | 10   | 16   | 27   | 52   | −25  | 018.75 | [ 31 ] |
| 사라고사   | 스페인   | 2018년 12월 17일 | 2020년 8월 18일  | 72   | 31   | 17   | 24   | 497  | 87   | +410 | 043.06 | [ 32 ] |
| 합계       | 합계     | 합계             | 합계             | 865  | 356  | 236  | 273  | 1232 | 1035 | +197 | 41.16  | —      |

## 수상
사라고사
- 코파 델 레이: 1993–94
- UEFA 컵위너스컵: 1994–95[33]

셀타
- UEFA 인터토토컵: 2000

포르투
- 수페르타사 칸디두 드 올리베이라: 2004
- 인터콘티넨털컵: 2004
- UEFA 슈퍼컵 준우승: 2004